# اندیس کوشک نصرت-۲
کوشک نصرت-۲ یک اندیس مصالح ساختمانی است که در حوالی شهر زاویه استان تهران قرار دارد و مادهٔ معدنی موجود در آن، گرانیت است. و دیرینگی آن به دوران سن  می‌رسد. 